# 麥特·林斯壯
麥特·林斯壯（英語：Matt Lindstrom，1980年2月11日—），是一位效力美國職棒大聯盟的選手，現今效力於芝加哥白襪，守備位置為投手。
於2012年8月27日，在喬·桑德斯的交易案中轉會至響尾蛇隊。
1. ↑  . MLB.com.   [2022-02-10]. （原始内容存档于2022-02-10） （英语）.
2. ↑  . Baseball-Reference.com.   [2022-02-10]. （原始内容存档于2022-07-23） （英语）.